# Watchmen (serie de televisión)
Watchmen es una serie de televisión de drama estadounidense basada en la serie gráfica limitada homónima de Alan Moore y Dave Gibbons publicada por DC Comics. La serie de televisión fue creada por Damon Lindelof para HBO, con Lindelof como productor ejecutivo y guionista, y se estrenó el 20 de octubre de 2019. Su elenco incluye a Regina King, Don Johnson, Tim Blake Nelson, Yahya Abdul-Mateen II, Andrew Howard, Jacob Ming-Trent, Tom Mison, Sara Vickers, Dylan Schombing, Louis Gossett Jr. y Jeremy Irons, con Jean Smart y Hong Chau uniéndose al elenco en episodios posteriores.
Lindelof comparó esta serie de televisión como una «mezcla» de la serie limitada de DC; si bien esta secuela tiene lugar 34 años después de los eventos dentro de la misma realidad alternativa, Lindelof quería presentar nuevos personajes y conflictos que crearan una nueva historia dentro de la continuidad de Watchmen, en lugar de crear un reboot. Se enfoca en eventos relacionados con las tensiones raciales en Tulsa, Oklahoma, en 2019. El grupo de supremacistas blancos la Séptima Kaballería ha confrontado a la policía por la justicia racial. La policía de esta región oculta sus identidades con máscaras y permite que los vigilantes enmascarados se unan a sus filas. La detective Angela Abar (King), una vigilante conocida como Sister Night, investiga el asesinato de su amigo y superior Judd Crawford (Johnson) y descubre muchos más secretos sobre las situaciones en torno al vigilantismo. Además de nuevos personajes, la serie presenta personajes de la serie limitada, incluyendo a Justicia Encapuchada (Hooded Justice), Doctor Manhattan, Espectro de Seda (Silk Spectre) y Ozymandias.
La serie, promovida originalmente por HBO como una serie dramática de nueve episodios, se exhibió originalmente entre el 20 de octubre y el 15 de diciembre de 2019. Lindelof dejó su papel tras la primera temporada, afirmando que había completado la historia que había previsto. Posteriormente, HBO confirmó que no hay más planes para que el show continúe sin Lindelof, y reclasificó la obra como una miniserie con posibles entregas futuras.
La serie recibió elogios críticos en su transmisión, así como elogios por resaltar la olvidada masacre racial de Tulsa en 1921. Watchmen ha recibido varios premios, incluyendo 26 nominaciones a los premios Primetime Emmy, la mayor cantidad por cualquier programa en la temporada televisiva de 2019.

## Sinopsis
Watchmen tiene lugar en una realidad alternativa, 34 años después de los eventos de la serie de cómics en la que se inspira. Los vigilantes, una vez vistos como héroes, han sido prohibidos debido a sus métodos violentos, y su trama «abraza la nostalgia de la innovadora novela gráfica original al mismo tiempo que intenta abrir nuevos caminos».
La serie transcurre en Tulsa, Oklahoma, durante 2019. Un grupo de supremacistas blancos, la Séptima Kaballería, se ha apropiado de los escritos de Rorschach y su figura enmascarada para librar una guerra violenta contra las minorías y la policía que imponen reparaciones históricas especiales para las víctimas de la injusticia racial. En la víspera de Navidad de 2016, durante un evento que se conoció como la «Noche Blanca», la Séptima Kaballería atacó las casas de 40 policías de Tulsa. De los que sobrevivieron, solo dos permanecieron dentro de la fuerza policial: la Detective Angela Abar y el Jefe Judd Crawford. A medida que se reconstruía la fuerza policial, se aprobaron leyes que requerían que la policía no revelara su profesión y protegiera sus identidades mientras trabajaban luciendo máscaras, permitiendo que los vigilantes enmascarados trabajen junto a los oficiales en la lucha contra la Kaballería.

## Elenco y personajes

### Principales
- Regina King como Angela Abar / Sister Night, una detective de la policía de Tulsa que usa un disfraz similar al hábito de una monja y un pasamontañas. Faithe Herman retrata a una joven Angela Abar.
- Don Johnson como Judd Crawford, el jefe de la policía de Tulsa y miembro de la Séptima Kaballería.
- Tim Blake Nelson como Wade Tillman / Looking Glass, un detective de la policía de Tulsa que usa una máscara reflectante. Phil Labes retrata a un adolescente Wade.
- Yahya Abdul-Mateen II como Calvin «Cal» Abar (de soltero Jelani), el esposo de Angela que resulta ser una forma de Jonathan «Jon» Osterman / Doctor Manhattan. Darrell Snedeger y Zak Rothera-Oxley retratan a un joven Jon Osterman.
- Andrew Howard como Red Scare, un detective de la policía de Tulsa que usa un atuendo predominantemente rojo y habla con acento ruso.
- Jacob Ming-Trent como Panda, un detective de la policía de Tulsa que usa una cabeza de panda gigante como máscara.
- Tom Mison como el Sr. Phillips, una serie de clones masculinos del Sr. Phillips original que sirven como sirvientes de Veidt.
  - Mison también retrata a Game Warden, un clon misterioso y poderoso del Sr. Phillips original que mantiene a Veidt en línea.
- Sara Vickers como la Srita. Crookshanks, una serie de clones femeninos de la Sra. Crookshanks original que sirven como sirvientes de Veidt.
- Dylan Schombing como Christopher «Topher» Abar (anteriormente Doyle), el hijo adoptivo de Angela, cuyos padres biológicos, los Doyle, fueron asesinados en la Noche Blanca.
- Louis Gossett Jr. como Will Reeves, un sobreviviente anciano de los disturbios raciales de Tulsa de 1921 y abuelo de Angela.
- Jeremy Irons como Adrian Veidt, un señor aristocrático de una mansión de campo anteriormente conocido como el vigilante Ozymandias.[2][3]
- Jean Smart como Laurie Blake, que anteriormente fue la segunda persona en usar el alias Silk Spectre, que desde entonces se convirtió en agente del FBI y miembro de la Fuerza de Tareas Anti-Vigilantes.[4]
- Hong Chau como Lady Trieu, propietaria de Trieu Industries, una corporación que compró Veidt Enterprises ante las noticias de la muerte de su propietario original.

### Recurrentes
- James Wolk como el senador Joe Keene, el senador republicano por Oklahoma que aspira a convertirse en presidente. El padre de Keene es responsable de la Ley Keane, que prohibió el vigilantismo enmascarado.
- Frances Fisher como Jane Crawford, la esposa de Judd que es miembro de la Séptima Kaballería.[5]
- Jessica Camacho como Pirate Jenny, un miembro de la policía de Tulsa que usa un atuendo inspirado en piratas.
- Dustin Ingram como Dale Petey, un agente del FBI que se une a Laurie para investigar la situación de Tulsa.
- Adelynn Spoon como Emma Abar, hija adoptiva de Angela y Cal.
- Lily Rose Smith como Rosie Abar, hija adoptiva de Angela y Cal.
- Steven Norfleet como O.B. Williams, el difunto padre de Will Reeves y bisabuelo de Angela Abar.
- Alexis Louder como Ruth Williams, la difunta madre de Will Reeves y bisabuela de Angela Abar.

### Invitados
- Cheyenne Jackson como el actor que interpreta a Hooded Justice en el programa ficticio de televisión American Hero Story.
- Henry Louis Gates Jr. como él mismo, en el cargo de Secretario del Tesoro.
- Lee Tergesen como Mister Shadow, un vigilante que es atraído por la trampa organizada por Laurie Blake.
- David Andrews como el subdirector Max Farragut, superior de Laurie Blake y Dale Petey.
- Jolie Hoang-Rappaport como Bian, aparentemente la hija de Lady Trieu, que en realidad es un clon más joven de la madre de Trieu. Hoang-Rappaport también retrata a la Bian original.
- Danielle Deadwyler como June, la esposa de Will y la abuela de Angela que trabaja como reportera. Valeri Ross retrata a una June mayor.
- Anthony Hill como Marcus Abar, el padre de Angela Abar, quien es asesinado por un terrorista suicida.
- Devyn A. Taylor como Elise Abar, la madre de Angela Abar, quien es asesinada por un terrorista suicida.
- Ted Johnson como Joe Keane Sr., el senador que aprobó la Ley Keane, padre de Joe Keane Jr., y miembro de Cyclops.

## Episodios
| N.º | Título                                       | Dirigido por        | Escrito por                         | Fecha de emisión original | Código de prod. | Audiencia (millones) |
| --- | -------------------------------------------- | ------------------- | ----------------------------------- | ------------------------- | --------------- | -------------------- |
| 1 | «It's Summer and We're Running Out of Ice»   | Nicole Kassell      | Damon Lindelof                      | 20 de octubre de 2019     | 101             | 0,799                |
| Durante la masacre de Black Wall Street en Tulsa en 1921, un niño afroamericano perdió a sus padres, Obie y Ruth, en el caos resultante y escolta a un bebé huérfano hasta un lugar seguro. En un 2019 alterno, donde los oficiales de policía usan máscaras para ocultar sus identidades; el oficial Charlie Sutton es hospitalizado después de recibir un disparo de un miembro de la Séptima Kaballería, un grupo de supremacistas blancos influenciados por Rorschach. El Jefe Judd Crawford pide represalias para cazar al tirador. Angela Abar, una oficial de policía que se «jubiló» y dirige una panadería, se entera del tiroteo y persigue a un sospechoso bajo su identidad secreta de Sister Night. Con la ayuda de otro vigilante, Looking Glass, sonsaca la ubicación del tirador en un rancho de ganado utilizado por algunos miembros de la Kaballería. Angela, Judd y otros oficiales los persiguen, instigando un tiroteo que resulta en la muerte de todos los miembros de la Kaballería, incluyendo al tirador. Algún tiempo después del tiroteo, Judd se topa con trituradoras de neumáticos en carretera mientras conducía hacia el hospital para visitar a Sutton. Angela recibe una llamada de alguien que le dice que busque algo en un árbol específico ubicado en la campiña cercana a la ciudad. Ella se dirige al lugar, donde ve a un anciano afroamericano en silla de ruedas debajo de un Judd ahorcado. Mientras tanto, un viejo Amo de una finca de campo no especificada escribe una obra llamada El hijo del relojero y celebra un «aniversario» junto con sus dos sirvientes. |                                              |                     |                                     |                           |                 |                      |
| 2 | «Martial Feats of Comanche Horsemanship»     | Nicole Kassell      | Damon Lindelof                      | 27 de octubre de 2019     | 102             | 0,765                |
| En la Primera Guerra Mundial, Obie, un soldado afroestadounidense y el padre del niño visto anteriormente en los disturbios de Tulsa, se embolsa una pieza de propaganda alemana que desafía su igualdad racial. En el presente, Angela lleva al anciano que encontró debajo del árbol en su escondite. Él dice que su nombre es Will y declara ser su abuelo, el cual ella valida más tarde. La policía arresta a varios sospechosos de Nixonville por el linchamiento de Judd. Will advierte a Angela de la duplicidad de Judd, lo que ella duda inicialmente. Durante el velorio de Judd, sin embargo, ella descubre una túnica del Ku Klux Klan en un closet secreto mientras investigaba su casa. Le pregunta a Will cómo fue que él lo supo, en vano, así que ella lo arresta. Mientras lo colocaba en el interior de su auto, una nave voladora deja caer un electroimán y toma el vehículo con Will en él; dejando caer la propaganda alemana que su padre le había dado años atrás. Mientras tanto, el Amo observa al Sr. Phillips y a la Sra. Crookshanks representar su obra: un relato de los orígenes del Doctor Manhattan. Inesperadamente, el Amo incinera a Phillips como parte de la obra y nombra a uno de sus otros sirvientes - aparentes clones de Phillips y Crookshanks - como el nuevo «Sr. Phillips». |                                              |                     |                                     |                           |                 |                      |
| 3 | «She Was Killed by Space Junk»               | Stephen Williams    | Damon Lindelof & Lila Byock         | 3 de noviembre de 2019    | 103             | 0,648                |
| Después de fingir un atraco a un banco para así atraer y atrapar a un vigilante, la agente Laurie Blake de la Fuerza de Tarea Anti-Vigilante del FBI debe investigar el asesinato de Judd tanto por encargo del FBI como por solicitud del senador Joe Keene Jr. Laurie rastrea a la policía de Tulsa mientras detienen a los sospechosos de formar parte de la Séptima Kaballería y se entera sobre el funeral de Judd, donde hace contacto con Angela. Un miembro de la Kaballería armado con un chaleco suicida intenta capturar a Joe, pero Laurie lo mata mientras Angela salva a los demás asistentes. Más tarde, Laurie habla con Angela, discutiendo los rastros de una silla de ruedas en el linchamiento de Judd y el armario secreto de Judd; advirtiéndole que no pretenda protegerlo. Esa noche, Laurie usa una cabina telefónica especial para decirle al Doctor Manhattan un "chiste de ladrillos" mientras está en Marte. Cuando se va, el auto vacío de Angela cae desde el cielo justo frente a ella. Ella levanta la vista, viendo hacia a Marte y se ríe a carcajadas. Mientras tanto, el Amo prueba sin éxito un traje protector con un clon de Phillips. Él persigue a un bisonte por su piel más gruesa, pero es detenido por el "Guardián del Juego", quien luego le escribe una nota para recordarle los términos de su encarcelamiento. El Amo responde en una carta reconociendo estos términos, firmándolo como Adrian Veidt y sale a cazar nuevamente luciendo su atuendo de Ozymandias. |                                              |                     |                                     |                           |                 |                      |
| 4 | «If You Don't Like My Story, Write Your Own» | Andrij Parekh       | Damon Lindelof & Christal Henry     | 10 de noviembre de 2019   | 104             | 0,707                |
| Lady Trieu compra las tierras de cultivo de una pareja de Oklahoma justo unos momentos antes de que un objeto del espacio se estrelle contra su propiedad, para así poder reclamar propiedad sobre ese material. Angela aprende acerca de los padres de Will por medio de los registros del centro patrimonial, cuando de pronto escucha como su automóvil se estrella justo afuera del edificio y al salir se topa con Laurie, encontrando una botella de píldoras adentro del vehículo. Más tarde, Angela deja el frasco de píldoras y el atuendo KKK de Judd con Looking Glass para que los resguarde, y después no logra capturar a un vigilante desconocido que fue testigo de cómo ella se deshacía de la silla de ruedas de Will. Laurie ha encontrado las huellas digitales de Will en el auto de Angela, así como una conexión con las instalaciones de Trieu en el Reloj del Milenio. Trieu les proporciona una lista de personas con acceso a sus nuevos drones montacargas y, en idioma vietnamita, ella le menciona a Angela que Will se pregunta si pudo encontrar la botella de píldoras. Esa noche, Trieu habla con Will acerca de ser sincero con Angela, pero con los eventos que llegarán a un punto crítico en unos pocos días, él preferiría que ella misma lo descubra todo. Mientras tanto, Veidt recoge unos extraños fetos humanoides de un lago para cultivar nuevos clones de Phillips y Crookshanks, después de matar aparentemente a todos los ya existentes en la finca de campo. Con la ayuda sus dos nuevos sirvientes, Veidt despacha los cadáveres de sus clones predecesores lanzándolos con una catapulta para probar los límites de su prisión actual.                                                                                               |                                              |                     |                                     |                           |                 |                      |
| 5 | «Little Fear of Lightning»                   | Steph Green         | Damon Lindelof & Carly Wray         | 17 de noviembre de 2019   | 105             | 0,752                |
| Wade sufre TEPT como sobreviviente del ataque del calamar extradimensional de Veidt en 1985. Laurie implantó un micrófono oculto en el escritorio de Wade y se entera de que Angela le preguntó sobre unas píldoras. Al interrogar a Wade al respecto, éste se niega a revelarle nada al respecto porque sería una violación a su privacidad. Más tarde la exesposa de Wade, Cynthia, le revela que las píldoras son Nostalgia, que contienen recuerdos de otras personas. La Kaballería atrae a Wade hasta un almacén, donde están probando un portal de teletransportación. Wade es capturado y Joe le explica que tanto él como Judd son miembros de la Séptima Kaballería que intentan mantenerlos bajo control. Joe coacciona la ayuda de Wade para saber qué sabe Angela sobre la muerte de Judd después de mostrarle un vídeo de Veidt, realizado un día antes del ataque de 1985 y dirigido al futuro presidente Redford, explicando su plan a largo plazo; sacudiendo a Wade hasta su núcleo. Al día siguiente, en la estación, Wade hace que Angela le confiese que su abuelo estaba detrás de la muerte de Judd. Laurie escucha esto a través del micrófono oculto y procede a arrestar a Angela de inmediato, pero no antes de que ella ingiera todas las píldoras de Nostalgia. Wade regresa a casa después del trabajo y después de ingresar varios miembros de la Kaballería llegan con armas. Mientras tanto, se muestra que Veidt organiza los cadáveres congelados de sus sirvientes en un paraje espacial desolado helado para deletrear "SAVE ME" ("SÁLVENME") y que así sea una señal visible desde Juno. Sin embargo, es arrastrado de vuelta y arrestado por el Guardián del Juego.                                                                                |                                              |                     |                                     |                           |                 |                      |
| 6 | «This Extraordinary Being»                   | Stephen Williams    | Damon Lindelof & Cord Jefferson     | 24 de noviembre de 2019   | 106             | 0,620                |
| Laurie intenta que Angela acepte el tratamiento antes de que la Nostalgia entre en acción, pero es demasiado tarde ya que esta última comienza a experimentar los recuerdos de Will como un oficial de la Policía de Nueva York recién graduado en 1938. Después de descubrir un complot llamado "Cíclope", Will es casi linchado por sus compañeros oficiales blancos. Mientras caminaba de regreso a su hogar tras el ataque, se pone de nuevo la capucha que usaron cuando casi lo ahorcaron ahora como una máscara, para así poder cubrir su rostro real para luchar contra unos delincuentes que atacan a una pareja joven en un callejón oscuro. Él es llamado como un héroe anónimo en los medios al día siguiente y es apoyado por su esposa June; asumiendo así como vigilante enmascarado el alias de "Justicia Encapuchada". Will es invitado a unirse al grupo Minutemen por el Capitán Metrópolis y comienza una aventura amorosa con él, pero cuando Will descubre que "Cíclope" es un plan del KKK para hipnotizar a las audiencias de ciudadanos negros en los cines segregados para incitar disturbios entre ellos mismo en todo el país, los Minutemen se niegan ayudar. Will lleva a cabo la operación de Nueva York por su propia cuenta, matando a todos los involucrados, y se desilusiona con su papel; dejando a su familia. Ya más cerca del presente, se muestra que Will usó una forma modificada de la tecnología hipnótica de Cíclope para hacer que Judd se ahorcara a sí mismo. Angela recobra la conciencia de manera repentina en las habitaciones de Lady Trieu, que ha le estado ayudando a extraer la Nostalgia de su sistema. |                                              |                     |                                     |                           |                 |                      |
| 7 | «An Almost Religious Awe»                    | David Semel         | Stacy Osei-Kuffour & Claire Kiechel | 1 de diciembre de 2019    | 107             | 0,779                |
| Angela sigue siendo tratada por su sobredosis de Nostalgia mientras sus propios recuerdos de perder a sus padres y a su abuela June en Vietnam se mezclan con los de Will. Laurie va a hablar con Jane Crawford sobre la muerte de su esposo, pero cae en una trampa y es llevada hasta la guarida de la Séptima Kaballería, donde Joe revela su plan sobre capturar a Manhattan para convertirse en él y así poder luchar contra la discriminación hacia los blancos. Petey, el compañero de Laurie, trata de localizar a Looking Glass, encontrando su refugio nuclear repleto de soldados de la Kaballería muertos, pero no hay señales de él. Mientras tanto, Veidt es sometido a un juicio de un año por el Guardián del Juego, que él trata como una farsa. Angela se entera de que las cabinas telefónicas de Manhattan supuestamente conectadas a Marte, están en cambio enrutadas hacia las instalaciones de Trieu, antes de que ella misma le diga que Manhattan está en la Tierra, en Tulsa precisamente, disfrazado como un humano ordinario. Después de enterarse del plan de la Kaballería para capturar y destruir a Manhattan para convertirse en él, Trieu planea activar el Reloj del Milenio dentro de una hora para salvar el mundo. Angela se libera, se precipita rápidamente hasta su casa y le dice a Cal que lo ama como esposo, llamándolo por el nombre de Jon, antes de golpear fuertemente su cabeza y extraer de su interior un pequeño disco con forma del mismo símbolo de Manhattan; su cuerpo entonces comienza a brillar de color azul. |                                              |                     |                                     |                           |                 |                      |
| 8 | «A God Walks into Abar»                      | Nicole Kassell      | Jeff Jensen & Damon Lindelof        | 8 de diciembre de 2019    | 108             | 0,822                |
| En Vietnam durante 2009, el Doctor Manhattan intenta convencer a Angela de cenar con él la noche siguiente, indicando que se enamorarán más tarde. Angela es sumamente escéptica, pero Manhattan, después de explicar su experiencia no lineal con el tiempo, explica que había estado creando vida en el satélite Europa desde 1985 y que en 2019 se enamorará de ella justo cuando está a punto de ser tomado por la Séptima Kaballería. Explica cómo tomó la identidad de Cal para mezclarse en la sociedad, y usó un dispositivo creado por Veidt para darse amnesia a sí mismo sobre su verdadera identidad hasta que fuera necesario que Angela la sacara. A pedido de Veidt, Manhattan lo transportó hasta Europa para conocer a sus creaciones, y también visitó a Will para alentarlo a ayudar a Angela en 2019. Angela, hablando con Manhattan en 2019, le pide que le pregunte a Will en 2009 cómo conocía los secretos de Judd, pero entonces ella se percata de que fue ella justo ahora quien le proporcionó a Will esos datos en un principio. Mientras la Kaballería se prepara para atacar, Angela los confronta para proteger a Manhattan, que ve esto como el momento en que se enamoró de ella, y la ayuda a defenderse; aun sabiendo que un último miembro de la Kaballería permaneció vivo para usar un cañón de taquiones con la finalidad de capturarlo. De regreso en 2009, se muestra que Angela finalmente aceptaba la propuesta de cenar solicitada por Manhattan. En una escena posterior a los créditos, el Guardián del Juego le trae a un Veidt cautivo otro pastel de aniversario horneado por el Sr. Phillips y a la Sra. Crookshanks. Veidt encuentra una herradura dentro del pastel y eufóricamente comienza a usarla para cavar un túnel de escape. |                                              |                     |                                     |                           |                 |                      |
| 9 | «See How They Fly»                           | Frederick E.O. Toye | Nick Cuse & Damon Lindelof          | 15 de diciembre de 2019   | 109             | 0,935                |
| Trieu rescata a su padre, Veidt, de Europa, ya que quiere que él y Bian, el clon de su madre, estén presentes cuando active la máquina que desarrolló para robar el poder de Doctor Manhattan. La Kaballería, trabajando con el líder de Cyclops, captura a Manhattan mientras Joe se prepara para tomar sus poderes. Laurie descubre que Wade está vivo, disfrazado de miembro de la Kaballería. Justo cuando la Kaballería activa su sistema, Trieu teletransporta la configuración al centro de Tulsa, descubriendo que Joe se ha vuelto loco y mata al líder del Cíclope. Antes de que Trieu lo mate, Manhattan usa la distracción para teletransportar a Veidt, Laurie y Wade a Karnak, donde Veidt reestructura su sistema de lluvia de calamares para enviar calamares congelados para pulverizar el dispositivo de Trieu. |                                              |                     |                                     |                           |                 |                      |

## Producción

### Desarrollo
El 1 de octubre de 2015, se informó que HBO había iniciado conversaciones preliminares con Zack Snyder, director de la película Watchmen, de 2009, sobre la posible producción de una adaptación televisiva. HBO más tarde confirmó que los informes eran precisos.
El 20 de junio de 2017, se informó que Damon Lindelof estaba en conversaciones tempranas para desarrollar la adaptación potencial de la serie de televisión para HBO. En ese momento, se decía que ambas partes estaban en medio de un trato y se confirmó que Snyder ya no estaba involucrado con la producción. El 19 de septiembre de 2017, se informó que el trabajo de los guionistas para la serie había iniciado. Un día después, se anunció que HBO le había dado oficialmente a la producción la orden del piloto y también ordenó agregar guiones de respaldo. El 30 de enero de 2018, se anunció que Nicole Kassell dirigiría y produciría el piloto, escrito por Lindelof.
El 22 de mayo de 2018, Lindelof publicó una carta abierta de cinco páginas para los fanáticos de la serie de cómics en la que reveló que la serie de televisión no sería una adaptación directa del material de origen o una secuela, sino que representaría una historia nueva y original. Sin embargo, la nueva historia tiene lugar después de los eventos de la serie Watchmen original. El 17 de agosto de 2018, se anunció que HBO seleccionó el piloto para que se convirtiera en una serie a estrenarse en 2019.
Los créditos del programa identifican la obra como basada en personajes cocreados por Dave Gibbons, quien junto con Alan Moore creó el cómic Watchmen. Debido a múltiples disputas con DC Comics y los productores de películas anteriores, Moore ha pedido que su nombre ya no esté asociado con ninguna producción cinematográfica de sus obras de ese período, incluida la película Watchmen de 2009. Lindelof había tratado de comunicarse con Moore para obtener su bendición para el espectáculo, pero fue rechazado. Sin embargo, Gibbons fue un contribuyente activo al espectáculo, proporcionando ilustraciones en el mismo estilo de la serie de cómics original.

### Casting
El 23 de mayo de 2018, se anunció que Regina King, Don Johnson, Tim Blake Nelson, Louis Gossett Jr., Adelaide Clemens y Andrew Howard habían sido elegidos para integrar el reparto de la serie. Se esperaba que al menos uno de los actores interpretara un papel potencialmente recurrente. En junio de 2018, se informó que Jeremy Irons, Tom Mison, Frances Fisher, Jacob Ming-Trent, Yahya Abdul-Mateen II, y Sara Vickers se habían sumado al elenco. El 7 de agosto de 2018, se anunció que Dylan Schombing, Adelynn Spoon y Lily Rose Smith también se habían agregado al reparto. En noviembre de 2018, se informó que Jean Smart había sido elegida para un rol principal y que James Wolk aparecería en un papel recurrente. Además, se confirmó que Irons retrataría a Adrian Veidt / Ozymandias y que Nelson retrataría a un personaje original llamado Looking Glass. El 11 de enero de 2019, se anunció que Hong Chau y Dustin Ingram habían sido elegidos para roles recurrentes.

### Rodaje

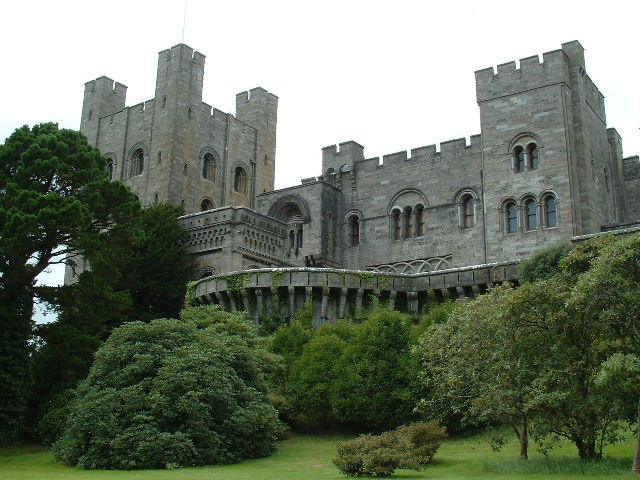
El castillo de Penrhyn en Gales usado para las escenas con Veidt.

La fotografía principal para el piloto comenzó el 1 de junio de 2018 en Atlanta, Georgia. Durante el mismo mes, también se rodó en ciudades y pueblos cerca de Atlanta, incluidos Macon, Fayetteville, Newnan, Palmetto, Brooks y Tucker. En octubre de 2018, el rodaje del resto de la primera temporada comenzó en Georgia. Los lugares de rodaje de ese mes incluyeron Brookhaven, Peachtree City, la Estación Chamblee en Chamblee, Palmetto y Decatur.
La filmación de las escenas exteriores de la mansión de Veidt se trataron como una producción separada, similares en naturaleza a la narrativa cómica Tales of the Black Freighter dentro de la novela gráfica original de Watchmen. La filmación de estas escenas tuvo lugar en septiembre de 2018 en Gales en el castillo de Penrhyn.

### Música
El 20 de septiembre de 2018, se informó que la banda sonora de la serie sería compuesta por Trent Reznor y Atticus Ross. Al ocuparse de la música para la serie, Lindelof había considerado usar a Reznor y Ross, ya que no habían compuesto para televisión anteriormente. Por coincidencia, cuando Lindelof sugirió a este dúo ante HBO se le informó que ellos dos habían estado en contacto con esta red para hacer música solo unos días antes, ya que eran grandes fanes de Watchmen. Reznor declaró que él y Ross también eran fanes del trabajo anterior de Lindelof y, por lo tanto, trataron de ofrecer sus servicios para la serie. Reznor y Ross ya habían preparado piezas musicales para el episodio piloto antes iniciar su filmación, permitiendo a Lindelof incorporarlas mejor al episodio piloto. Según Reznor, sus composiciones iniciales se establecieron como "un tono agresivo y sórdido" para la serie, pero se adaptaron a medida que cambiaba el tono durante la temporada.
Al relacionarse con la primera temporada, Reznor y Ross planearon lanzar tres álbumes de música relacionados con el programa tanto en álbumes de vinilo como a través de streaming. El primer volumen fue lanzado el 4 de noviembre de 2019, con los siguientes dos lanzados el 25 de noviembre y el 16 de diciembre de 2019.

## Recepción

### Crítica
Watchmen ha recibido aclamación generalizada de la crítica desde su lanzamiento. En el sitio web especializado Rotten Tomatoes se informó una calificación de aprobación del 96% con un promedio de 8.9/10, basada en 86 reseñas. El consenso crítico del sitio web dice: «Atrevida y erizada, Watchmen no siempre es fácil de ver, pero al agregar nuevas capas de contexto cultural y una gran cantidad de personajes complejos, edifica expertamente sobre su material de origen para crear una identidad propia impresionante». El sitio web Metacritic, que utiliza un promedio ponderado, asignó a la serie un puntaje de 85 sobre 100, basado en 31 reseñas, lo que indica «aclamación universal». 

«Yo quería hacer de esto como, 'Sí, así es como Batman sería en el mundo real'. Pero había olvidado que, para muchos fans del cómic, estos son en realidad una especie de [rasgos] heroicos. Así que, en realidad, Rorschach se convirtió en el personaje más popular de Watchmen. Pretendí que él fuera un mal ejemplo, pero tengo gente que se me acerca en la calle y me dice: "¡Yo soy Rorschach! ¡Esa es mi historia!". Y yo pensaré: 'Sí, genial, ¿puedes mantenerte alejado de mí y nunca volver a estar cerca de mí mientras viva?'»
Alan Moore, creador original de Watchmen, sobre la inesperada recepción de Rorschach como un héroe.

The Daily Beast identificó que muchas de estas críticas no estaban satisfechas con la forma en que se trataba la novela gráfica original, varias de las cuales se centraron en el impacto que Rorschach tuvo en la narrativa de la serie de televisión. Moore había escrito Rorschach para ser una interpretación extrema de varios personajes de Steve Ditko como Pregunta y Mr. A que Ditko había usado para promover el Objetivismo, del cual Moore hizo de Rorschach un personaje derechista basado en esa filosofía, y nunca tuvo la intención de que Rorschach fuera considerado el héroe de Watchmen. Si bien muchos han estado de acuerdo con el uso de Rorschach por parte de la serie de televisión como un elemento en la política de derecha y los grupos de supremacía blanca, algunos fanáticos han dicho que la serie no respeta a Rorschach como un héroe, y han llamado a la serie «una casi utopía de la izquierda del despertar de hoy», entre otros comentarios.

### Audiencia
Según HBO, el primer episodio de Watchmen tuvo más de 1.5 millones de espectadores en su primera noche a través de servicios de televisión y transmisión, la presentación debut más fuerte de la cadena. La primera transmisión del episodio, a las 9 p. m. EDT, tuvo más de 800.000 espectadores, lo que lo convirtió en el episodio debut más visto para cualquier serie de cable premium en 2019. El segundo episodio se redujo a aproximadamente 1.3 millones de espectadores en la primera noche, con 765,000 viendo la primera transmisión, aunque esto se consideró una gran desempeño ya que el programa se emitió junto con el Juego 5 de la Serie Mundial de 2019.
A partir del episodio 6, HBO reportó 7 millones de espectadores hasta el episodio final, convirtiéndose en la serie más vista de HBO desde Big Little Lies. Además, contribuyó a la audiencia digital más grande para una serie en su primer año desde Westworld. HBO estimó que la audiencia de estreno del domingo por la noche representó solo alrededor del 10% de la audiencia total de un episodio, al efecto del boca a boca que atrajo nuevos espectadores a la serie, con el primer episodio con un total de 9.6 millones de espectadores a partir del 4 de diciembre de 2019.

### Reconocimientos
| Año  | Premiación                                   | Categoría                                                                                    | Candidato(s) | Resultado | Refs          |
| ---- | -------------------------------------------- | -------------------------------------------------------------------------------------------- | --- | --------- | ------------- |
| 2019 | American Film Institute Awards               | Programa de televisión del año                                                               | Watchmen | Ganador   | [ 62 ]        |
| 2019 | Clio Awards                                  | Televisión/Streaming: Teaser                                                                 | «Tick Tock» | Ganador   | [ 63 ]        |
| 2019 | Critics' Choice Television Awards            | Mejor serie de drama                                                                         | Watchmen | Nominado  | [ 64 ]        |
| 2019 | Critics' Choice Television Awards            | Mejor actriz                                                                                 | Regina King | Ganador   | [ 64 ]        |
| 2019 | Critics' Choice Television Awards            | Mejor actor de reparto                                                                       | Tim Blake Nelson | Nominado  | [ 64 ]        |
| 2019 | Critics' Choice Television Awards            | Mejor actriz de reparto                                                                      | Jean Smart | Ganador   | [ 64 ]        |
| 2019 | Satellite Awards                             | Mejor serie de televisión – Género                                                           | Watchmen | Nominado  | [ 65 ]        |
| 2019 | Satellite Awards                             | Mejor actriz en serie de televisión de drama                                                 | Regina King | Nominado  | [ 65 ]        |
| 2019 | Society of Composers & Lyricists Awards      | Mejor score original para una producción de televisión o servicio de streaming               | Trent Reznor & Atticus Ross | Nominado  | [ 66 ]        |
| 2019 | Writers Guild of America                     | Mejor serie dramática                                                                        | Lila Byock, Nick Cuse, Christal Henry, Branden Jacobs-Jenkins, Cord Jefferson, Jeff Jensen, Claire Kiechel, Damon Lindelof, Stacy Osei-Kuffour, Tom Spezialy & Carly Wray | Nominado  | [ 67 ]        |
| 2019 | Writers Guild of America                     | Mejor nueva serie                                                                            | Lila Byock, Nick Cuse, Christal Henry, Branden Jacobs-Jenkins, Cord Jefferson, Jeff Jensen, Claire Kiechel, Damon Lindelof, Stacy Osei-Kuffour, Tom Spezialy & Carly Wray | Ganador   | [ 67 ]        |
| 2020 | GLAAD Media Awards                           | Mejor episodio individual                                                                    | This Extraordinary Being | Nominado  | [ 68 ]        |
| 2020 | Premios Hugo                                 | Mejor representación dramática                                                               | A God walks into Abar | Nominado  | [ 69 ]        |
| 2020 | Premios Hugo                                 | Mejor representación dramática                                                               | This Extraordinary Being | Nominado  | [ 69 ]        |
| 2020 | Premios Peabody                              | Entretenimiento                                                                              | Watchmen | Ganador   | [ 70 ]        |
| 2020 | Premios Primetime Emmy                       | Mejor miniserie                                                                              | Watchmen | Ganador   | [ 71 ] [ 72 ] |
| 2020 | Premios Primetime Emmy                       | Mejor actor - Miniserie o telefilme                                                          | Jeremy Irons | Nominado  | [ 71 ] [ 72 ] |
| 2020 | Premios Primetime Emmy                       | Mejor actriz - Miniserie o telefilme                                                         | Regina King | Ganador   | [ 71 ] [ 72 ] |
| 2020 | Premios Primetime Emmy                       | Mejor actor de reparto - Miniserie o telefilme                                               | Yahya Abdul-Mateen II | Ganador   | [ 71 ] [ 72 ] |
| 2020 | Premios Primetime Emmy                       | Mejor actor de reparto - Miniserie o telefilme                                               | Jovan Adepo | Nominado  | [ 71 ] [ 72 ] |
| 2020 | Premios Primetime Emmy                       | Mejor actor de reparto - Miniserie o telefilme                                               | Louis Gossett Jr. | Nominado  | [ 71 ] [ 72 ] |
| 2020 | Premios Primetime Emmy                       | Mejor actriz de reparto - Miniserie o telefilme                                              | Jean Smart | Nominado  | [ 71 ] [ 72 ] |
| 2020 | Premios Primetime Emmy                       | Mejor guion - Miniserie, telefilme o especial dramático                                      | Damon Lindelof & Cord Jefferson (por This Extraordinary Being) | Ganador   | [ 71 ] [ 72 ] |
| 2020 | Premios Primetime Emmy                       | Mejor dirección - Miniserie, telefilme o especial dramático                                  | Nicole Kassell (por It's Summer and We're Running Out of Ice) | Nominado  | [ 71 ] [ 72 ] |
| 2020 | Premios Primetime Emmy                       | Mejor dirección - Miniserie, telefilme o especial dramático                                  | Steph Green (por Little Fear of Lightning) | Nominado  | [ 71 ] [ 72 ] |
| 2020 | Premios Primetime Emmy                       | Mejor dirección - Miniserie, telefilme o especial dramático                                  | Stephen Williams (por This Extraordinary Being) | Nominado  | [ 71 ] [ 72 ] |
| 2020 | Premios Primetime Emmy a las Artes Creativas | Mejor reparto - Miniserie, telefilme o especial televisivo                                   | Victoria Thomas & Meagan Lewis | Ganador   | [ 71 ] [ 72 ] |
| 2020 | Premios Primetime Emmy a las Artes Creativas | Mejor cinematografía para una serie de cámara única (de menos de una hora)                   | Xavier Grobet (por Little Fear of Lightning) | Nominado  | [ 71 ] [ 72 ] |
| 2020 | Premios Primetime Emmy a las Artes Creativas | Mejor cinematografía para una serie de cámara única (de menos de una hora)                   | Gregory Middleton (por This Extraordinary Being) | Ganador   | [ 71 ] [ 72 ] |
| 2020 | Premios Primetime Emmy a las Artes Creativas | Mejor vestuario de fantasía o ciencia ficción                                                | Shay Cunliffe, Dan Bronson, Amanda Riley & Jo Kissack Folsom (por It's Summer and We're Running Out of Ice)                                                               | Ganador   | [ 71 ] [ 72 ] |
| 2020 | Premios Primetime Emmy a las Artes Creativas | Mejor edición de imágenes con cámara única - Miniserie o telefilme                           | Henk Van Eeghen (por A God Walks Into Abar) | Ganador   | [ 71 ] [ 72 ] |
| 2020 | Premios Primetime Emmy a las Artes Creativas | Mejor edición de imágenes con cámara única - Miniserie o telefilme                           | David Eisenberg (por It's Summer and We're Running Out of Ice) | Nominado  | [ 71 ] [ 72 ] |
| 2020 | Premios Primetime Emmy a las Artes Creativas | Mejor edición de imágenes con cámara única - Miniserie o telefilme                           | Anna Hauger (por This Extraordinary Being) | Nominado  | [ 71 ] [ 72 ] |
| 2020 | Premios Primetime Emmy a las Artes Creativas | Mejor diseño de título principal                                                             | Paul Mitchell, Olga Midlenko, Maciek Sokalski, Gabe Perez & Benjamin Woodlock                                                                                             | Nominado  | [ 71 ] [ 72 ] |
| 2020 | Premios Primetime Emmy a las Artes Creativas | Mejor composición musical - Miniserie, telefilme o especial televisivo                       | Trent Reznor & Atticus Ross (por It's Summer and We're Running Out of Ice)                                                                                                | Ganador   | [ 71 ] [ 72 ] |
| 2020 | Premios Primetime Emmy a las Artes Creativas | Mejor música y letra original                                                                | "The Way It Used to Be" – Trent Reznor & Atticus Ross (por It's Summer and We're Running Out of Ice)                                                                      | Nominado  | [ 71 ] [ 72 ] |
| 2020 | Premios Primetime Emmy a las Artes Creativas | Mejor supervisión musical                                                                    | Lisa Richardson | Nominado  | [ 71 ] [ 72 ] |
| 2020 | Premios Primetime Emmy a las Artes Creativas | Mejor diseño de producción para un período narrativo o programa de fantasía (una hora o más) | Kristian Milsted, Jay Pelissier & Edward McLoughlin (por An Almost Religious Awe)                                                                                         | Nominado  | [ 71 ] [ 72 ] |
| 2020 | Premios Primetime Emmy a las Artes Creativas | Mejor edición de sonido - Miniserie, telefilme o especial televisivo                         | Brad North, Harry Cohen, Jordan Wilby, Tiffany S. Griffith, Antony Zeller, A.J. Shapiro, Sally Boldt, Zane Bruce & Lindsay Pepper (por This Extraordinary Being)          | Ganador   | [ 71 ] [ 72 ] |
| 2020 | Premios Primetime Emmy a las Artes Creativas | Mejor mezcla de sonido - Miniserie, telefilme o especial televisivo                          | Douglas Axtell, Joe DeAngelis & Chris Carpenter (por This Extraordinary Being)                                                                                            | Ganador   | [ 71 ] [ 72 ] |
| 2020 | Premios Primetime Emmy a las Artes Creativas | Mejores efectos visuales                                                                     | Erik Henry, Matt Robken, Ashley J. Ward, David Fletcher, Mathieu Raynault, Bobo Skipper, Ahmed Gharraph, Emanuel Fuchs & Francois Lambert (por See How They Fly)          | Nominado  | [ 71 ] [ 72 ] |
| 2020 | TCA Awards                                   | Programa del Año                                                                             | Watchmen | Ganador   | [ 73 ]        |
| 2020 | TCA Awards                                   | Mejor telefilme, miniserie o especial televisivo                                             | Watchmen | Ganador   | [ 73 ]        |
| 2020 | TCA Awards                                   | Mejor programa nuevo                                                                         | Watchmen | Ganador   | [ 73 ]        |
| 2020 | TCA Awards                                   | Mejor interpretación dramática                                                               | Regina King | Ganador   | [ 73 ]        |
| 2021 | Premios Gotham                               | Mejor serie de formato largo                                                                 | Damon Lindelof, Tom Spezialy, Nicole Kassell, Stephen Williams & Joseph E. Iberti                                                                                         | Ganador   | [ 74 ]        |